# Complots et Cabales
Complots et Cabales est un roman de Robert Merle, le douzième volume de la série historique Fortune de France.
Pierre-Emmanuel de Siorac, désormais duc d'Orbieu, assiste à la fin du siège de la Rochelle, à l'issue duquel il peut enfin épouser Catherine de Brézolles, qui le suit avec son fils Emmanuel à Paris.
Le duc doit néanmoins bientôt repartir en mission pour le roi, afin notamment de l'assister dans la guerre de Succession de Mantoue, où il croisera à nouveau la route de Toiras, qui devient maréchal de France quelque temps après. Durant cette guerre, la mésentente entre la reine-mère Marie de Médicis, de retour au Conseil, et le cardinal de Richelieu se transforme en conflit ouvert, alimenté par les conseillers dévots de Marie, le cardinal Pierre de Bérulle et le chancelier Michel de Marillac. La journée des Dupes du 11 novembre 1630 viendra clore ce dernier conflit entre l'autorité royale et la reine-mère, qui sera exilée de la cour.
Les quelques années décrites dans le livre montreront également la fin du pouvoir politique et militaire des protestants, et l'établissement par Louis XIII d'un édit de grâce, qui permettra de ramener la paix religieuse dans le royaume. Elle se termine par une tentative de révolte de Monsieur, frère du roi et héritier présomptif du trône : après la bataille de Castlenaudary, les rebelles sont écrasés, et leur chef militaire Henri II de Montmorency est décapité à Toulouse. Gaston, en fuite dans les Pays-Bas espagnols, est ramené en France grâce au diplomate Siorac.